# Saori Takahashi
Pour les articles homonymes, voir Takahashi.
Saori Takahashi (高橋 沙織, Takahashi Saori) est une joueuse de volley-ball japonaise née le 9 décembre 1992 à Kitakami (Préfecture d'Iwate). Elle mesure 1,77 m et joue au poste de réceptionneuse-attaquante. Elle totalise 35 sélections en équipe du Japon.

## Clubs
| Club                       | De        | À         |
| -------------------------- | --------- | --------- |
| Morioka Girls Highschool   |           | 2010-2011 |
| Hitachi Rivale             | 2011-2012 | 2013-2014 |
| Toyota Auto Body Queenseis | 2014-2015 | …         |

## Palmarès
- Coupe de l'impératrice
  - Vainqueur : 2017.
- Tournoi de Kurowashiki
  - Finaliste : 2015.